# Roberto Quercia
Roberto Quercia (Terni, 5 giugno 1949) è un ex cestista italiano.

## Carriera
In Serie A ha vestito le maglie di Stella Azzurra, Forlì, Siena, Roseto e Porto San Giorgio, segnando un totale di 4710 punti.

## Palmarès
- Promozione in Serie A1: 1
Mens Sana Siena: 1977-78.